# UNIVAC

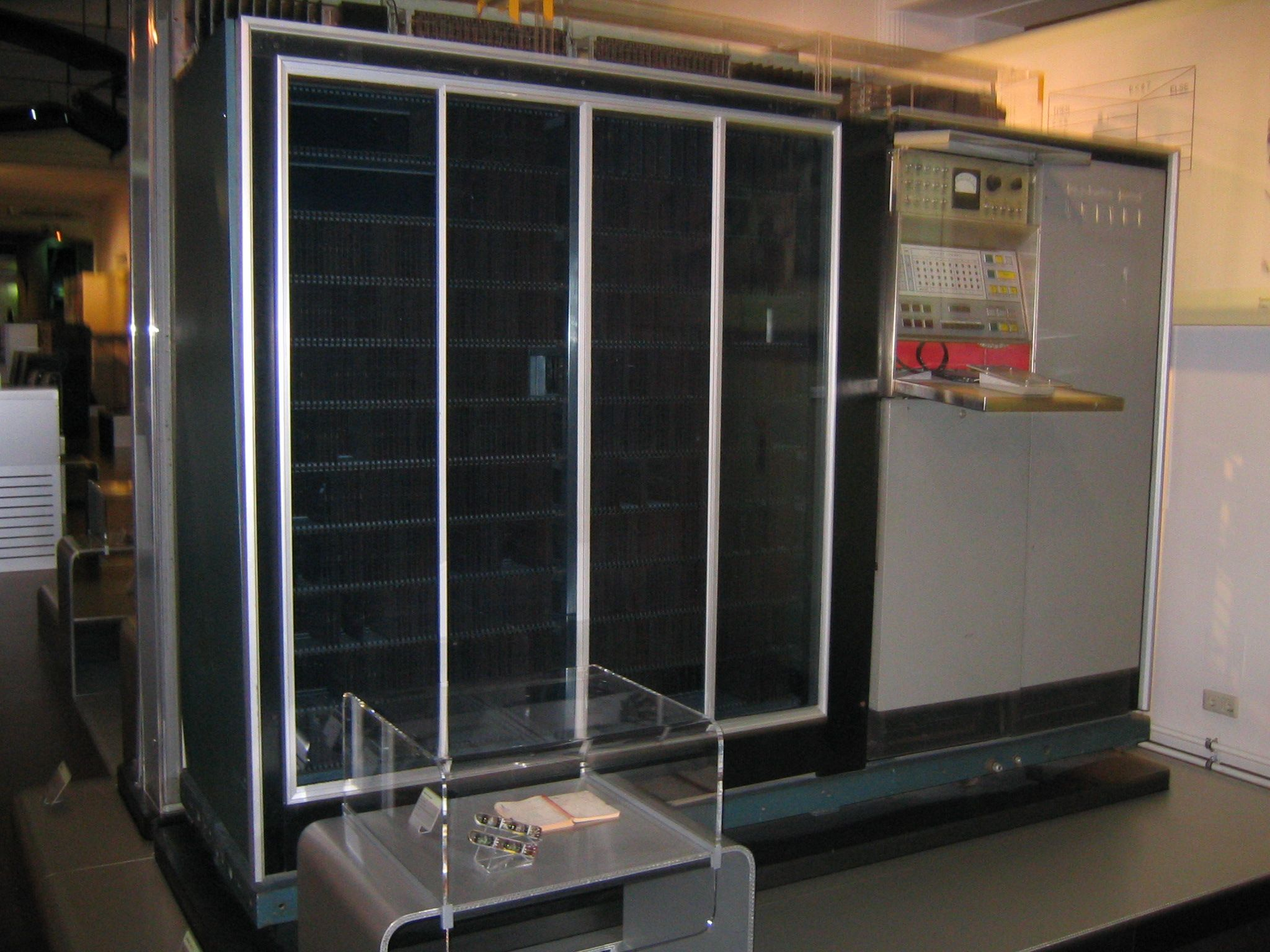
Remington Rand UNIVAC

UNIVAC was een computermerk uit de Verenigde Staten. Het was de zakelijke computerdivisie van Remington Rand en werd in 1950 opgericht. Men maakte vooral grote mainframecomputers. 
In 1951 werden UNIVAC-computers ingezet om de voorspellingen van de presidentsverkiezingen uit te voeren.
Tegenwoordig heet het bedrijf Unisys.

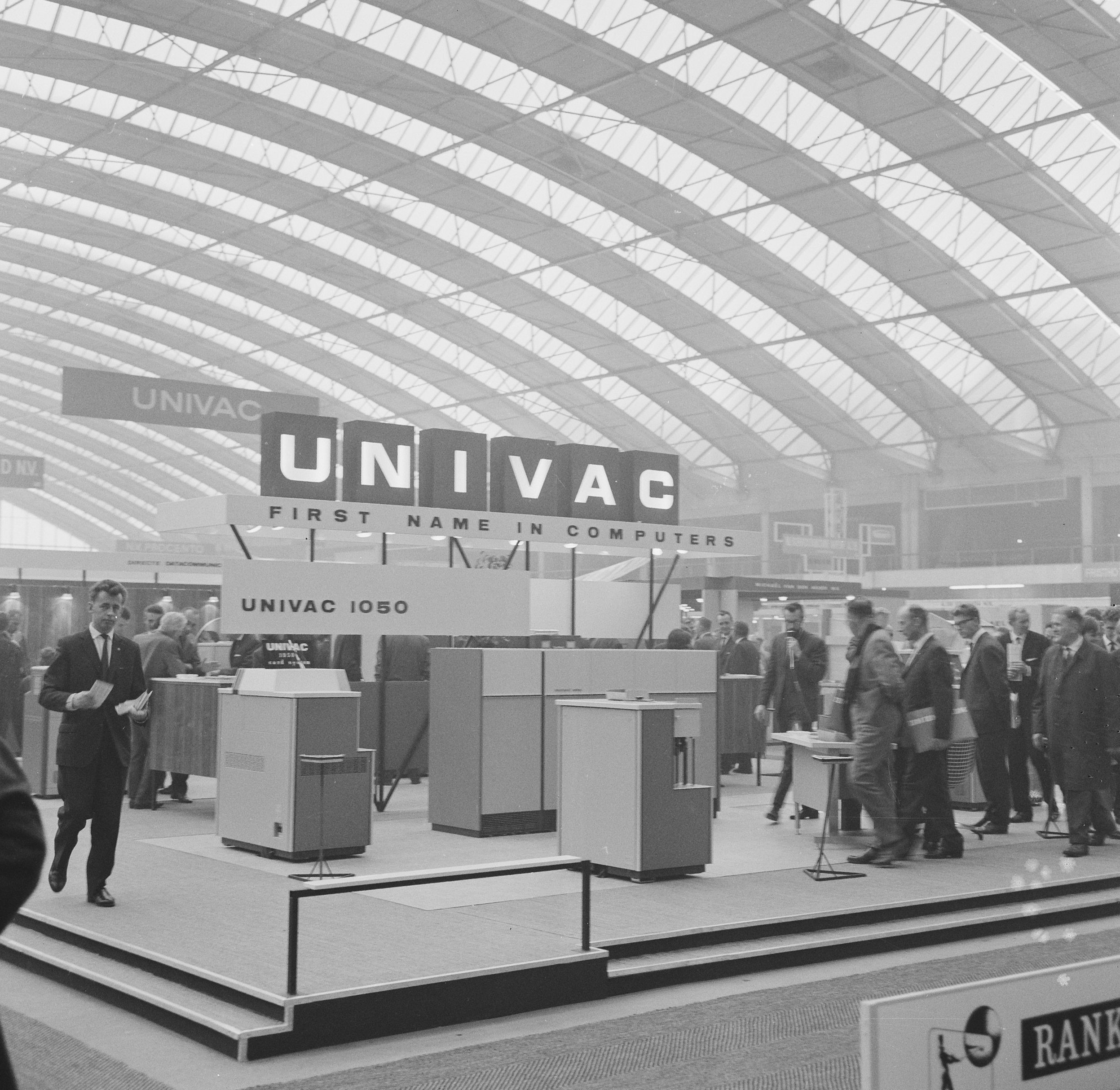
Univac in Nederland, 1964

Univac-mainframes werden in de jaren zeventig en tachtig onder andere gebruikt door het voormalige computercentrum Computer Centrum Nederland (CCN) te Heerlen, onder andere de Univac 1100/42, alsmede de Univac 1100/60-mainframes. De machines werden gebruikt voor onder andere de automatisering bij DSM en verschillende ziekenfondsen. Als een soort cachegeheugen maakte de UNIVAC 1100/42 ook gebruik van een drumgeheugen, een metalen cilinder met een gewicht van enkele tonnen, die met een grote snelheid ronddraaide. Dit drumgeheugen werd FastRand genoemd.
Aan het einde van de jaren tachtig stond in de computerzaal van CCN een 1100/63 en in de zaal ernaast stond een 1100/72. Het laatste cijfer (3 en 2) gaf aan hoeveel processoren in het systeem waren. Uiteraard had zo'n mainframe ook tapedrives nodig. Eén tape drive is pakweg 60 cm breed, 70 cm diep en zeker 1,5 meter hoog. Boven op de kast was een klein bedieningspaneeltje waarmee de ruit geopend kon worden om een tapereel te mounten. Daarna drukte je die knop weer in en op de LOAD-knop ernaast. De ruit ging dan weer omhoog, en de tape werd automatisch aangezogen en door het tapepad geleid. Als dat was gebeurd werd de tape in twee vacuümkolommen gelust en stond de tape op load point, klaar om gelezen of geschreven te worden.

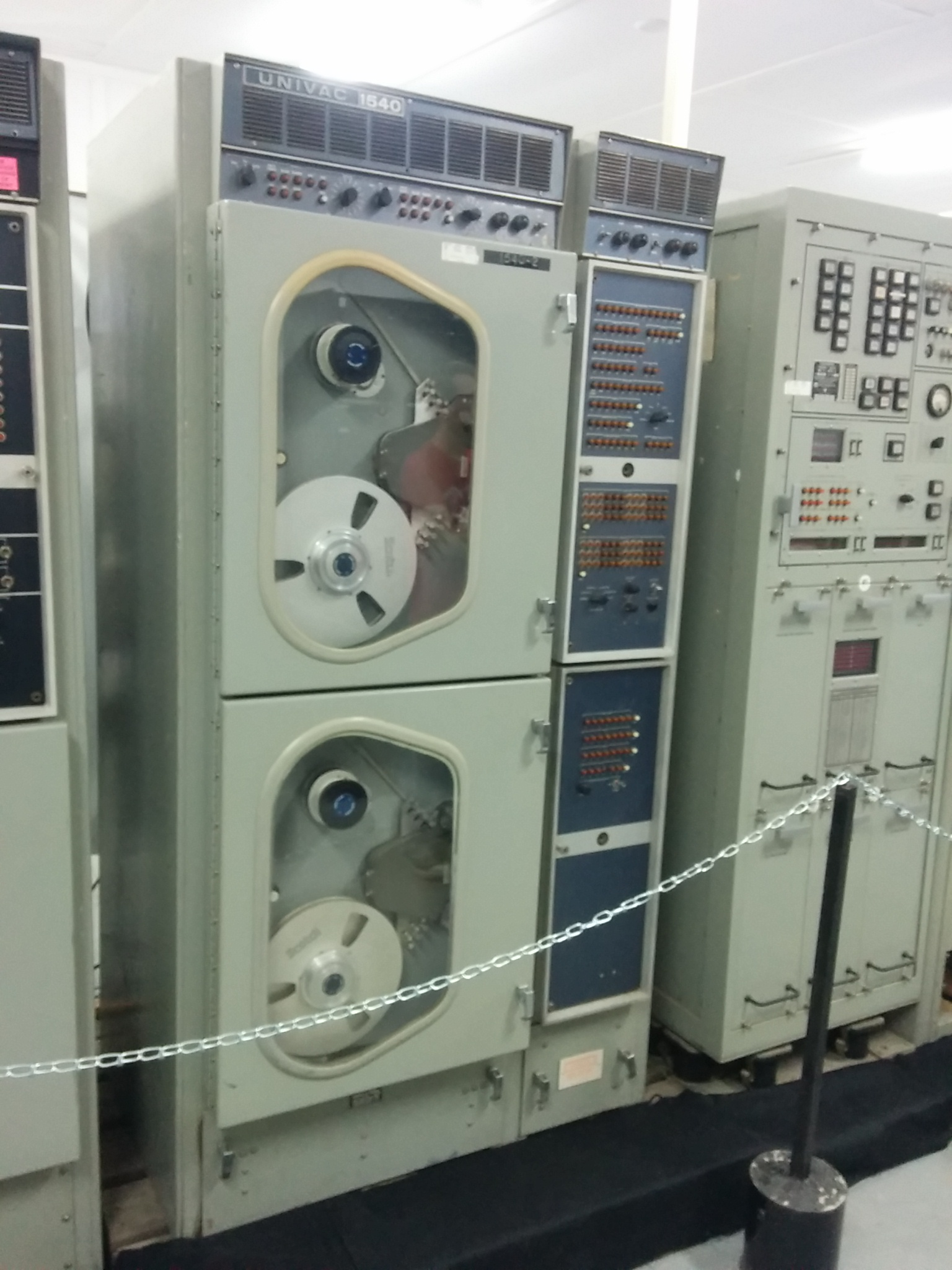
UNIVAC 1540

Toen eind jaren tachtig de IBM-computers naar binnen gebracht werden kwam het einde van de SPERRY-mainframes  (na de samengang met Burroughs hernoemd tot UNISYS) in zicht. Er stonden toen drie grote computermerken in de zalen: SPERRY/UNISYS, DEC (Digital Equipment Corporation) PDP-11, en de beroemde IBM-systemen. Zogenaamd "speerpuntbeleid" besloot dat drie te veel was en één moest wijken. IBM kon natuurlijk niet de deur uit, want dat was net voor een vermogen naar binnen gehaald. De PDP-11-systemen konden ook niet weg, want de kennis moest "in huis" blijven omdat de PDP-11 ook in Geleen de procesbesturing uitvoerde. Dus moest de SPERRY-lijn opgedoekt worden. Dit ging via een sterfhuisconstructie. Systeemsoftware werd niet meer geüpgraded, en de zaak werd lopend gehouden om de afgesloten contracten uit te dienen van een verzekeringsmaatschappij en enkele Limburgse ziekenfondsen die hun COBOL-applicaties op de 1100 draaiden. Op de 1100/63 draaide ook MAPPER-1100, een reportgenerator die onder andere gebruikt werd in Geleen. De mensen in Geleen waren niet blij met de komst c.q. "overname" door IBM. Hun Fortran-programma's draaiden beter op de 1100 dan op de IBM.
De initiële vier IBM-systemen bleken al snel te klein te zijn, en werden vervangen door de grotere IBM-computer. Die machine had vloeistofkoeling. Niet veel later moesten heel wat tegels van de verhoogde vloer opgetild worden (loodzware dingen) om te dweilen. De koeling had gelekt! Uiteindelijk hing die "grote IBM-computer" als een "slave" aan een Amdahl-mainframe. Wat een ironie; Amdahl was opgericht door mensen die het bij IBM niet meer zagen zitten.